# Heterotrimerni G protein
Heterotrimerni G proteini (EC 3.6.5.1, Heterotrimeric G-protein GTPase) su za membranu vezani G proteini. Oni se ponekad nazivaju "veliki" G proteini. Ovi proteini su aktivirani G protein-spregnutim receptorima. Oni se sastoje od alfa (α), beta (β) i gama (γ) podjedinica. Dve zadnje se nazivaju beta-gama kompleks.

## Alfa podjedinice
podjedinice se sastoje od dva domena: GTPaza i alfa-heliksni domen. Postoji najmanje 20 različitih  podjedinica, koje se dele u četiri glavne familije. Ova nomenklatura je bazirana na homologiji njihovih sekvenci.

## Beta-gama kompleks
β i γ podjedinice su međusobno čvrsto vezane u beta-gama kompleks. Nakon GPCR aktivacije,  kompleks se odvaja od  podjedinice nakon GDP-GTP razmene.

### Funkcija
Slobodni  kompleks može da dejstvuje kao samostalni signalni molekul, koji aktivira druge sekundarne glasnike ili direktno kontroliše jonske kanale. Na primer,  kompleks, kad je vezan za histaminske receptore, može da aktivira fosfolipazu A2.  kompleksi vezani za muskarin acetilholinske receptore, direktno otvaraju GIRK kanale. Oni takođe mogu da aktiviraju L-tip kalcijum kanale, u farmakologiji H3 receptora.

## Literatura
- Nicholas C. Price; Lewis Stevens (1999). Fundamentals of Enzymology: The Cell and Molecular Biology of Catalytic Proteins (Third изд.). USA: Oxford University Press. ISBN 019850229X.
- Eric J. Toone (2006). Advances in Enzymology and Related Areas of Molecular Biology, Protein Evolution (Volume 75 изд.). Wiley-Interscience. ISBN 0471205036.
- Branden C; Tooze J. Introduction to Protein Structure. New York, NY: Garland Publishing. ISBN 0-8153-2305-0.
- Irwin H. Segel. Enzyme Kinetics: Behavior and Analysis of Rapid Equilibrium and Steady-State Enzyme Systems (Book 44 изд.). Wiley Classics Library. ISBN 0471303097.

1. ↑  Neer, E.J. (1995). „Heterotrimeric G proteins: organizers of transmembrane signals”. Cell. 80: 249—259. PMID 7834744.
2. ↑  Sprang, S.R. (1997). „G protein mechanisms: insights from structural analysis”. Annu. Rev. Biochem. 66: 639—678. PMID 9242920.
3. ↑  Bondarenko, V.A., Deasi, M., Dua, S., Yamazaki, M., Amin, R.H., Yousif, K.K., Kinumi, T., Ohashi, M., Komori, N., Matsumoto, H., Jackson, K.W., Hayashi, F., Usukura, J., Lipikin, V.M. and Yamazaki, A. (1997). „Residues within the polycationic region of cGMP phosphodiesterase γ subunit crucial for the interaction with transducin α subunit. Identification by endogenous ADP-ribosylation and site-directed mutagenesis”. J. Biol. Chem. 272: 15856—15864. PMID 9188484.
4. ↑  Ming, D., Ruiz-Avila, L. and Margolskee, R.F. (1998). „Characterization and solubilization of bitter-responsive receptors that couple to gustducin”. Proc. Natl. Acad. Sci. USA. 95: 8933—8938. PMID 9671782.
5. ↑  Hurowitz EH, Melnyk JM, Chen YJ, Kouros-Mehr H, Simon MI, Shizuya H (2000). „Genomic characterization of the human heterotrimeric G protein alpha, beta, and gamma subunit genes”. DNA Res. 7 (2): 111—20. PMID 10819326. doi:10.1093/dnares/7.2.111.
6. ↑  Strathmann MP, Simon MI (1991). „G alpha 12 and G alpha 13 subunits define a fourth class of G protein alpha subunits”. Proc. Natl. Acad. Sci. U.S.A. 88 (13): 5582—6. PMC 51921 . PMID 1905812. doi:10.1073/pnas.88.13.5582.

## Spoljašnje veze
- Heterotrimeric+G-Proteins на 